# 沈越
沈越（1916年—1992年10月27日）原名冯仁宣，曾用名冯毅、蓬麦哲。吉林省吉林市人。中国共产党、中华人民共和国官员。

## 生平
1936年6月，沈越参加革命工作，1938年加入中国共产党。历任中共晋西北区委宣传干事、中共兴县县委书记、晋绥地区一专署专员。1945年，沈越赴中国东北任职，历任吉林省吉林市市长、中共吉林市委书记、东北局政策研究室主任、热河省人民政府主席、中共热河省委第二书记、中共抚顺市委第一书记兼市政协主席、东北局委员、计委主任。
文化大革命中，沈越遭到迫害。1972年10月，沈越调往鞍山市任职，历任中共鞍山市委书记、第二书记。1975年11月任中共鞍山市委第一书记兼中共鞍钢委员会第一书记。1979年7月后，历任中共辽宁省委书记、辽宁省顾问委员会副主任、国务院东北经济区规划办公室主任、党组书记等职。1955年曾当选中国共产党全国代表会议代表，是中共八大、十一大代表，第六届全国人大代表。
1992年10月27日，沈越病逝，享年76岁。